# Anne Franks träd

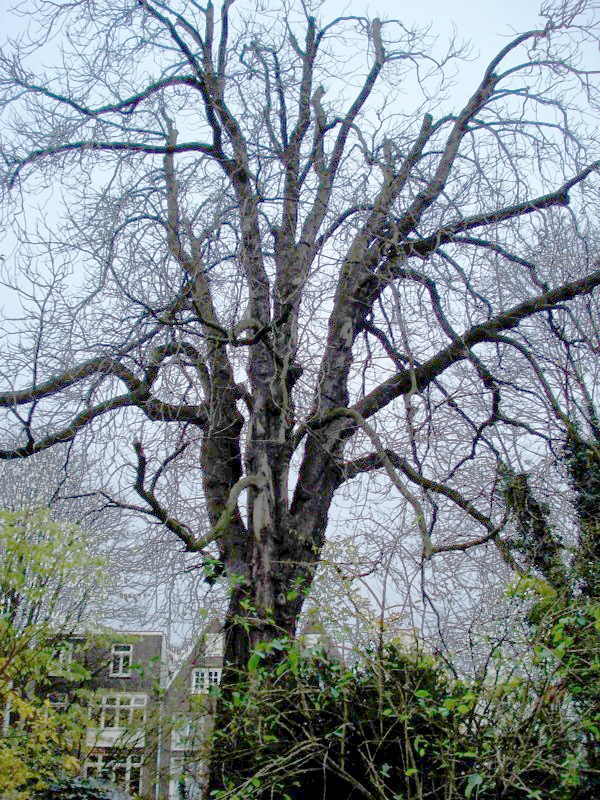
Anne Franks träd 2006.

Anne Franks träd var en hästkastanj i centrala Amsterdam som nämndes i Anne Franks dagbok. Anne Frank beskrev trädet från Anne Franks hus där hon och hennes familj gömde sig från nazisterna under andra världskriget. Trädet var 2010 mellan 150 och 170 år gammalt.

## Trädet i dagboken
Anne Frank nämner trädet tre gånger i sin dagbok.. Den 23 februari 1944 skriver hon om trädet (på nederländska; nedanstående är en översättning till engelska):
| ” | Nearly every morning I go to the attic to blow the stuffy air out of my lungs, from my favorite spot on the floor I look up at the blue sky and the bare chestnut tree, on whose branches little raindrops shine, appearing like silver, and at the seagulls and other birds as they glide on the wind. As long as this exists, I thought, and I may live to see it, this sunshine, the cloudless skies, while this lasts I cannot be unhappy. | „ |

## Sentida händelser

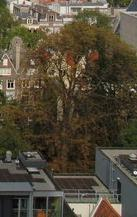
Anne Franks träd år 2003.

Oro för trädets tillstånd har funnits åtminstone sedan 1983 då en jordanalys visade på att läckage från en bränsletank utgjorde ett hot mot trädets rotsystem. Staden Amsterdam spenderade då 160 000 euro på att förbättra jorden så att trädet skulle kunna räddas. Ett annat problem var dock att trädet hade allvarliga svampangrepp (av Ganoderma applanatum), vilka underminerat trädets stabilitet. Den 26 maj 2005 minskades trädets krona drastiskt efter att en sexmånaders botanisk studie dragit slutsatsen att detta var det bästa chansen för att få trädet att tillfriskna. Sjukdomen fortsatte ändå att sprida sig och en studie från 2006 visade att 42 procent av trädet var ruttet.

## Anne Franks träd har fallit
Under en storm i augusti 2010 föll det svampangripna trädet till marken. "Stammen knäcktes som en tändsticka en meter upp", meddelades från Anne Frank-museet. Trädet blev på ett sätt räddat till eftervärlden: några skott blev planterade i en park i Amsterdam 2009 samt i Jardin Anne-Frank i Paris.